# Révay János
Szklabinai és blatniczai gróf Révay János Antal (Császtó, 1748. augusztus 6. – Savnik, 1806. január 9.) szepesi püspök, valóságos belső titkos tanácsos, Turócz vármegye örökös főispánja.

## Élete
Révay János gróf, királyi tanácsos és báró bossányi Bossányi Juliánna fiaként született. Nagyszombatban tanult, ahol a filozófiát elvégezte, majd a bécsi Teréziánumba küldték, ahol a jogtudományt és a teológiát hallgatta. Később Pestre jött, hogy a jogi ismeretekben gyakorolja magát, ezért szorgalmasan eljárt a főtörvényszék, királyi és hétszemélyes tábla üléseire.
Több évi Pesten tartózkodás után jablonicai jószágára ment, ahol pappá szentelték és Migazzi Kristóf bécsi érsek tanácsára Rómába utazott. 1771-ben Milánóban volt, ahol jelen volt Ferdinánd főhercegnek Beatrix modenai hercegnővel történt házasságkötésén. Rómában XIV. Kelemen pápa szívesen fogadta, sőt az asztalához is meghívta. Révay fölhasználva az itt tartózkodást, hogy a papi hivatalra kellőleg elkészüljön, sűrűn látogatta a rota c. törvényszéket. Meglátogatta Nápolyt és két év múlva az adriai tengeren visszatért hazájába. Még egy évet töltött Nagyszombatban, ahol a konzisztóriumban a még szükséges ismereteket megszerezte.
1774-ben Mária Terézia királynő szepesi kanonokká nevezte ki, ahol munkásságát azzal kezdte, hogy a szepesi káptalan templomát megújíttatta. II. József császár 1783-ban nyitrai nagypréposttá tette őt és még azon év december 26-án gróf Révay Antal nyitrai püspök halálától négy évig ott a püspök-helyettesi hivatalt viselte. 1788. április 7-én szepesi püspökké nevezték ki. Elrendelte, hogy püspökségében évenként négyszer konvent név alatt kerületi gyűlés tartassék; ezen gyűléseken tartozott minden pap megjelenni és teológiai írott munkát előmutatni, melyek a püspök elnöklete alatt felolvastattak. 
A töplici és savniki omladozó templomot újonnan építtette; Widerniken pedig saját költségén újat építtetett; több iskolát, mint például az almásit, savnikit alapított. 1793-ban Sándor Leopold nádor a galiciai-magyar határszélek megigazítására kiküldött bizottságnak fejévé tette. I. Ferencz király valóságos belső titkos tanácsossá nevezte ki, egyszersmind megbízta, hogy gróf Révay Pétert először Turóc, aztán Árva vármegye főispáni székébe, nemkülönben gróf Csáky Józsefet a szepesi királyi biztosságba iktassa be.
Az 1805. évi szerencsétlen háború alkalmával, hogy a pénzbelileg megszorult államon segítsen, minden megtakarított pénzét és ezüstjét a haza oltárára áldozta. A lublói fürdőben a beteg látogatók számára számos épületet és egy kápolnát építtetett. Lőcsén és Podolinban sok szegény tanulót táplált és ösztöndíjakat alapított; a szorgalmas tanulók közt pedig jutalmakat osztatott ki. Az irgalmas barátok számára Iglón alapítványt tett. Egyik fő erényének mondják, hogy a más vallásfelekezeteken levők iránt barátságos és türelmes volt. Az 1805. évi pozsonyi országgyűlésre ment; azonban útközben megbetegedett és visszatért, és 1806 elején elhunyt Savnikon.

## Műve
Egy nyomtatott műve maradt fenn, amelynek címe Sermo die inaugurationis in supremum comitem i. prov. Scepusiensis exc. Dni Josephi e comitibus Csáky de Keresztszegh, terrae Scepusiens. perp. ac supr. comitis, dictus per ... Leutschoviae, 1796